# بالیچواتس
بالیچواتس (به صربی: Baličevac) یک روستا در صربستان است که در مروشینا واقع شده‌است.